# Indigofera nigrescens
Indigofera nigrescens är en ärtväxtart som beskrevs av George King och David Prain. Indigofera nigrescens ingår i släktet indigosläktet, och familjen ärtväxter. Inga underarter finns listade i Catalogue of Life.